# Ганс Трапп
Ганс Трапп (нем. и фр. Hans Trapp) — легендарная фигура в фольклоре немецкоговорящих регионов Франции — Эльзаса и Лотарингии, спутник и одновременно антипод святого Николая (см. День Святителя Николая) или Младенца Иисуса.
Ганса Траппа обычно изображают как грубого персонажа в чёрной одежде с бородой, цепями и розгами, постоянно ревущего.
По преданию, Трапп был настолько жестоким и алчным богачом, что считали, что он заключил договор с дьяволом. За это он был отлучён от церкви и отправлен жить в лес, подальше от людей и особенно от детей. Однако злодей, наряжаясь соломенным пугалом, принялся охотиться на заблудившихся детей и поедать их. Однажды Господь внял молитвам пойманного Траппом мальчика и поразил нечестивца молнией. Но и этим не удалось полностью успокоить негодяя: каждый год под Рождество, наряженный соломенным пугалом, он возвращается в этот мир и пугает плохо ведущих себя детей.